# 石坝站
石坝站位于中华人民共和国宁夏回族自治区同心县河西镇，建于1995年，是宝中铁路上的一个铁路车站，现办理客运业务，不办理货运业务，车站及其上下行区间均已电气化。车站距离宝鸡站424公里，隶属兰州铁路局，是五等站。